# Aeroportul Regional Telluride
Aeroportul Regional Telluride (IATA: TEX, ICAO: KTEX, FAA LID: TEX) este un aeroport din Colorado, Statele Unite ale Americii ce deservește zona Telluride⁠(d). Aeroportul a fost tranzitat în 2019 de 11.038 de pasageri. A fost numit după zona deservită.
Situat la o altitudine de 2.767 m, aeroportul dispune de 1 pistă.

## Infrastructură

### Piste
Aeroportul dispune de o singură pistă. Pista 09/27 are suprafața de asfalt și dimensiunile 7.111 picioare × 100 picioare. 